# Беллона
Белло́на (лат. Bellona; bellum — війна) — італійська (сабінська) богиня війни, дружина (варіант: сестра) Марса, ототожнювана із сабінською богинею Неріо.

## Культ
Культ Беллони був установлений у Римі сабінським родом Клавдіїв, які прибрали собі від неї прізвище Неро. 296 р. до н. е. консул Аппій Клавдій Цек спорудив на честь Беллони — Храм Беллони із вдячності за перемогу над етрусками й самнітами (див. Самнітські війни). За побудовою храму наглядав еділ Публій Елій Пет. Святиня була за межами міста, на краю Марсового поля. Там приймали звитяжних полководців, іноземних послів, відбувалися церемонії оголошення війни: біля святині стояла колона, з якої жрець-феціал кидав списа (Гаста) на умовну ворожу землю. Беллона зображувалася жінкою, озброєною списом, мечем, смолоскипом. Вона має чимало рис, спільних із грецькою богинею Еніо. Римляни називали Беллону також великою богинею Місяця.
Її культ був поширений у Малій Азії з головними осередками в Комані та Кападокії. Культ цей перенесено в Рим після воєн з Мітрідатом. Жреці Беллони, що вербувалися з іноземців і звалися белонарії, носили чорний одяг; їхніми атрибутами були подвійні сокири. Беллоні присвячена однойменна картина Рембрандта.